# Amper
L'Amper è un fiume tedesco che scorre nella Baviera meridionale (Germania).

## Corso
Si tratta del più importante affluente di sinistra dell'Isar, nel quale confluisce presso Moosburg dopo un corso di 185 chilometri. Nasce dall'Ammersee e il suo corso superiore, a monte del lago, è detto Ammer. Lungo il suo percorso sorgono le città di Fürstenfeldbruck, Dachau e la già citata Moosburg.
I suoi principali affluenti sono il Glonn, Würm e Maisach.

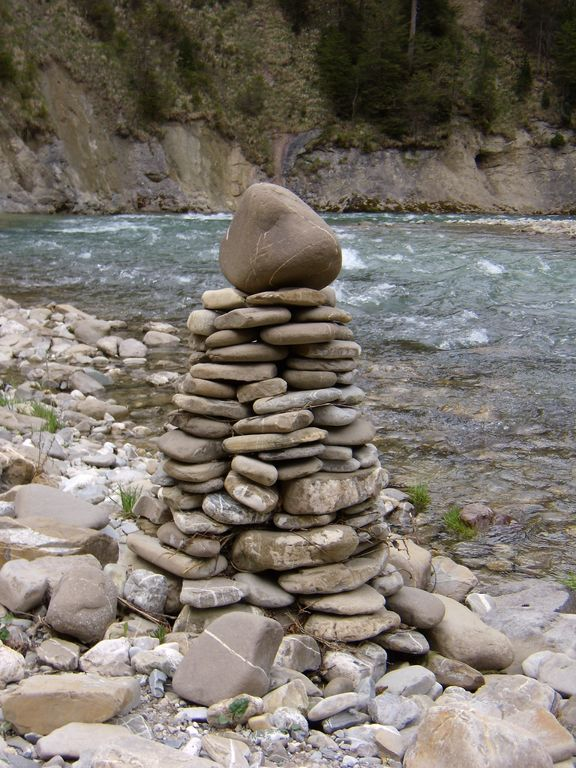
Un omino di pietra presso Bad Bayersoien
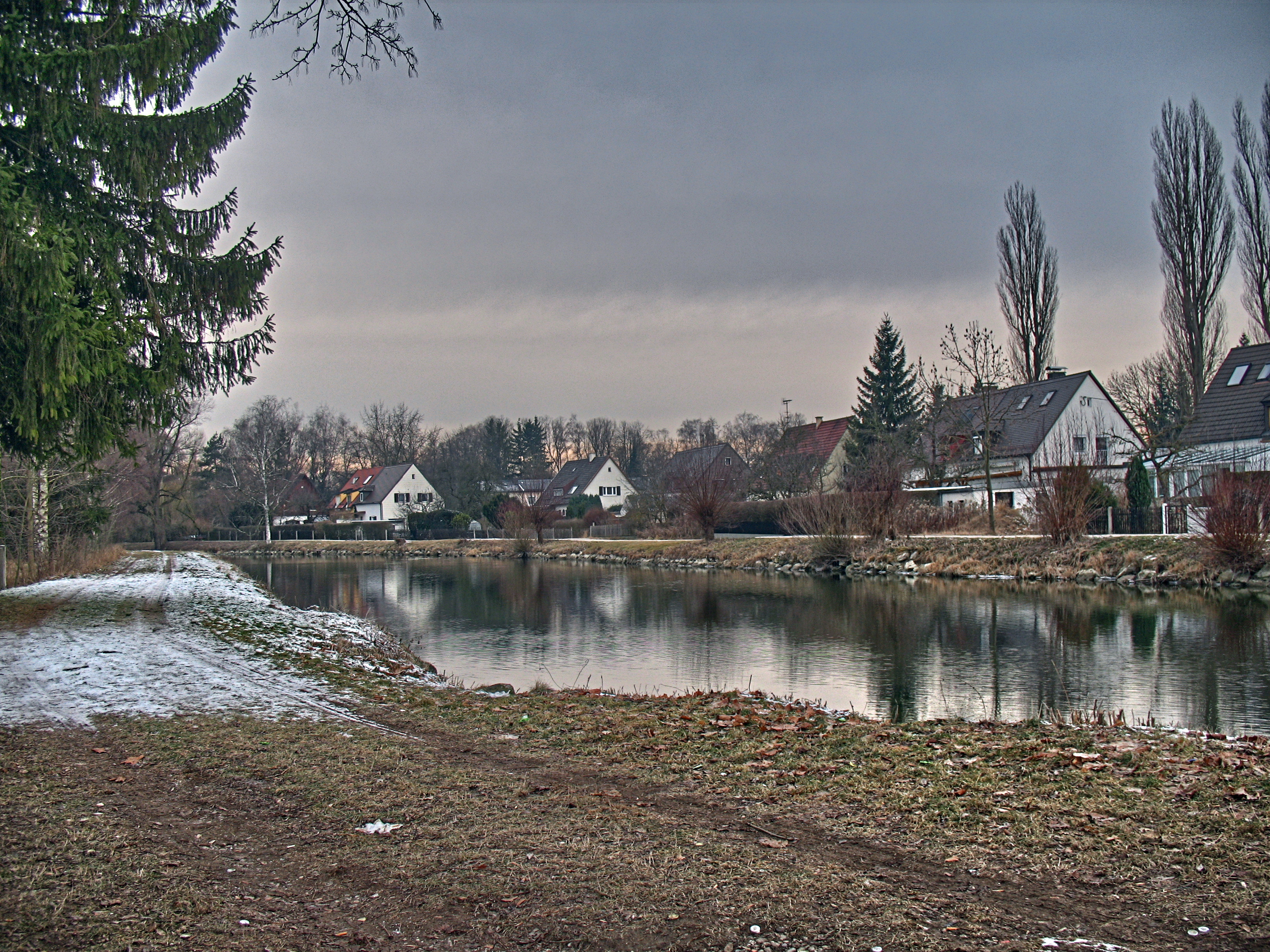
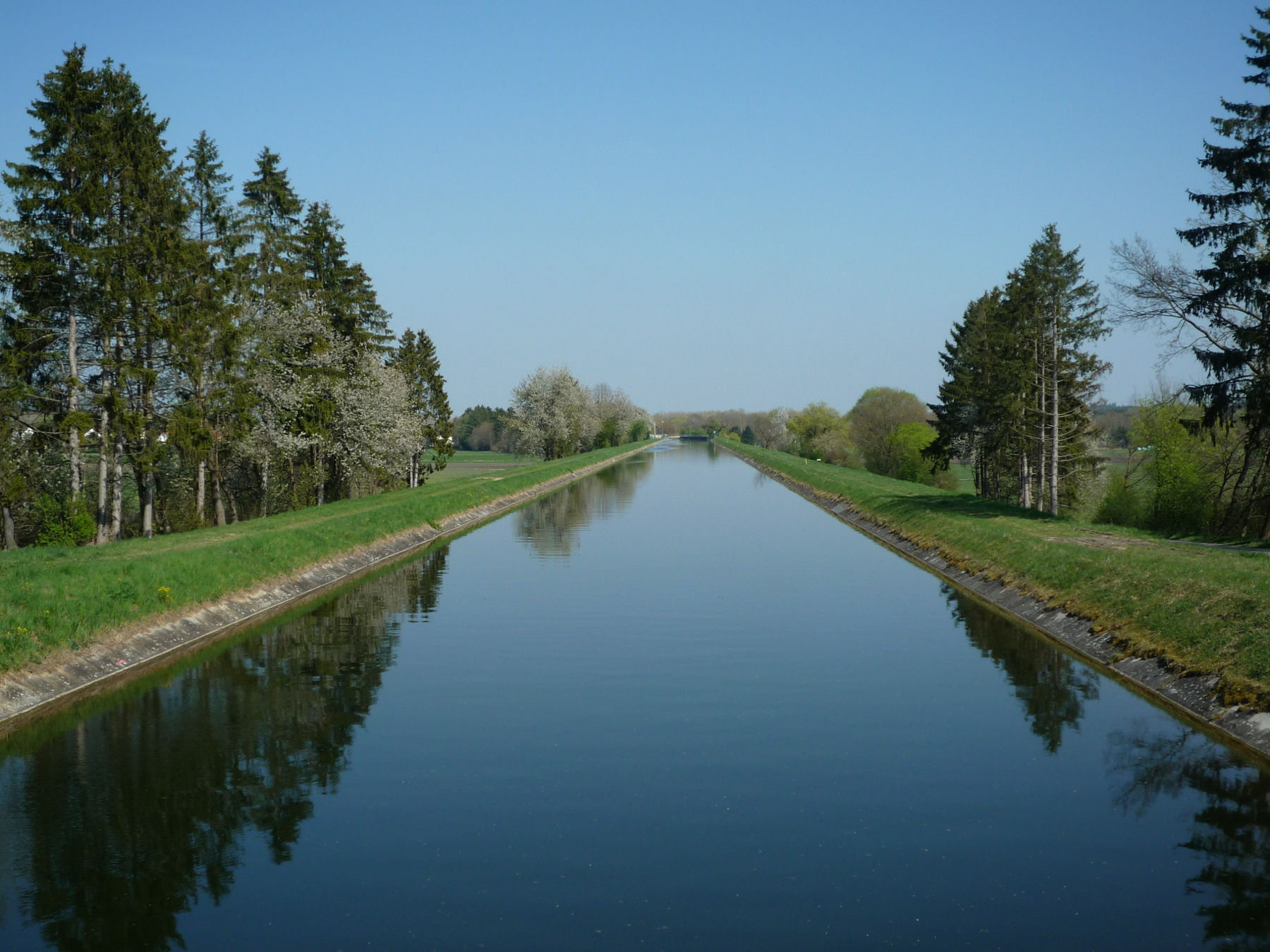
Il canale dell'Amper (Amperkanal) presso Haag an der Amper